# Apeadero km 192
Km 192 era un desvío que cumplía tareas de embarcadero ferroviario para el Ferrocarril Central del Chubut que unía la costa norte de la Provincia del Chubut con la localidad de Las Plumas en el interior de dicha provincia.

## Toponimia
El apeadero tomó su nombre de la distancia vial de 191.6 kilómetros que lo separaban de Puerto Madryn. Para facilitar su uso se redondeo a Km 192. También, fue llamada Desvío Público Km 192 en algunos informes.

## Características
Kilómetro 192 cumplía funciones de embarcadero para cargas y de pasajeros a pesar de ser un mero desvío. Así, permitía el acceso de los viajeros a los trenes y recibía cargas, aunque no se vendían pasajes ni contaba con una edificación que cumpliera las funciones de estación propiamente dicha. La ausencia de población significativa en la zona para el tramo desde estación Campamento Villegas, pasando por este desvío hasta la punta de riel en Las Plumas causó que el servicio de pasajeros fuera ocioso. De este modo, esta extensa porción del ferrocarril fue considerada optativa de uso para subir y bajar pasajeros. Esto determinó que las estaciones y los desvíos hasta la punta de riel hayan permanecido clausurados o reducidos a apeaderos gran parte de los itinerarios. 
Un informe de 1958 lo cataloga como embarcadero habilitado únicamente para subir y bajar pasajeros. El equipaje que no sea bulto de mano, deberá ser cargado o descargado, según el caso, por el interesado directamente en el furgón. En cuanto a las cargas se afirma que se emite guía, con indicación del embarcadero, a o de la estación más allá. Habilitado únicamente para el recibo de cargas con flete pagado en procedencia y para el despacho de cargas con flete a pagar en destino. Recibe y despacha cargas por vagón completo únicamente. Luego otro suplemento de este informe comenta que solo se lo habilita para subir y bajar pasajeros. El equipaje que no sea bulto de mano, deberá ser cargado o descargado, según el caso, por el interesado directamente en el furgón. Este mismo informa que este punto ya no estaba habilitado para encomiendas. Este tipo de clasificación acercó a Km 192 primero a una estación de segunda clase; mientras que sus últimos años, con la pérdida de encomiendas, el desvío terminó funcionando en la práctica como una estación de tercera clase (la más básica de todos los tipos).

## Funcionamiento
Un análisis de itinerarios de horarios de este ferrocarril a lo largo del tiempo demostró que este era un punto de escasa importancia para el ferrocarril o de incorporación tardía. Dado que no se lo mencionó en muchos de los informes de horarios de la línea o se la halla reducido a una mera parada opcional.
Un primer informe del año 1928 hizo alusión a este punto en sus itinerarios. El apeadero es nombrado entre pocos puntos. Al mismo tiempo se vio al ferrocarril completamente dividido en dos líneas. Desde Madryn partía la línea «Central del Chubut» con destino a Dolavon, previo paso por las intermedias. 
La segunda era llamada «A Colonia 16 de Octubre». Aunque el tren no arribaba a dicha colonia, lo hacía en combinación con buses. Esta línea recorría el resto del tendido hasta Alto de Las Plumas, sin embargo el punto de salida era Rawson y no Madryn. El viaje estaba programado los lunes y viernes e  iniciaba a las 9:25 y culminaba a las 18:57. El tren pasaba por este apeadero a las 16:20. La distancia respecto a Laguna Grande se saldaba en 1:15 minutos y los 30 kilómetros a Cañadón Iglesias eran hechos en 1:07 minutos. El punto intermedio Las Chapas antes de Cañadón Iglesia, aun no era nombrado.
Un segundo informe de 1930 expuso unificadas las dos líneas anteriores y puso a Madryn como cabecera. El viaje de larga distancia se continuó haciendo a vapor. Este partía los lunes y viernes de estación Puerto Madryn a las 7:30 y arribaba a Las Plumas a las 19:35. Tampoco se hizo informe de este destino. Las distancias respecto a Laguna Grande se saldaba aun en 1:15 minutos y los 30 kilómetros a Cañadón Iglesias eran hechos en 1:10 minutos, con un consiguiente leve empeoramiento de los tiempos.
El tercer informe de 1934 fue el primero que omitió este punto. En este documento se mostró como uno de los más completos. En el se describió que el viaje principal de la línea que partía desde Madryn a las 8:30 los miércoles con arribo a Alto de las Plumas 20:15. Por último, con la inclusión de Las Chapas se omitió el desvío Km 192, pero no del todo ya el punto kilométrico Las Chapas estaba en el kilómetro 192, por lo que hubo una unión de ambos puntos. No obstante, Las Chapas apareció como clausurada.
El cuarto informe de 1936 repitió las condiciones de los informes anteriores. El viaje a Las Plumas iniciaba los miércoles  a las 8:45 y culminaba 19:30. Sin embargo, ya no se hizo alusión a este punto ni como parada opcional. En su lugar empezó a figurar estación Las Chapas.
El quinto informe del 1 de abril de 1938 expuso leves variaciones. El viaje principal partía los miércoles desde Madryn a Las Plumas a las 8:00 horas para arribar a las 19:30 horas. Se continuó aludiendo a las Chapas como punto unido.
El itinerario de Ferrocarriles del Estado del 15 de diciembre de 1940 detalla que el viaje principal partía los miércoles desde Madryn a Las Plumas a las 7:45 horas, paso por Las Chapas 17:15 y arribo a las 19:30 horas a Las Plumas; mientras que el regreso se emprendía desde Las Plumas los jueves las 7:00, con visita por Las Chapas 8:55 y llegada a Madryn a las 17:30. No se comunicó nada de Km 192.
El informe de 1942 no brindó grandes variaciones con todos los informes anteriores, sin mención a este apeadero.
El itinerario de 1946 es uno de los más completos que abordó al ferrocarril. En el informe se comunicó la continuidad de existencia de la línea a Colonia 16 de octubre y la del Central del Chubut. El viaje partía siempre en trenes mixtos de cargas y pasajeros. El tren salía de Madryn a las 7:30, luego el viaje culminaba en Altos de Las Plumas a las 19:30. El tiempo de 12 horas de viaje se debió a que el mismo se hacía a vapor. En este informe no se hizo mención a este punto.
El mismo itinerario con fecha el 15 de diciembre de 1946 fue presentado por otra editorial y en el se hizo mención menos detallada de los servicios de pasajeros de este ferrocarril. El itinerario difirió principalmente en lo relacionado con varios puntos como estaciones y apeaderos que fueron colocados con otros nombres. Sin embargo, la diferencia más notable fue la ausencia de los desvíos Km 11, Km 22,  Km 50, Km 114, Km 122, Km 132 y Km 141. El embarcadero no tuvo alusión.
El itinerario emitido el 10 de diciembre de 1948 describió el viaje de cargas y pasajeros sin aludir al apeadero. Sin embargo, continuó ubicando a las Chapas sobre este punto kilométrico.  
Para el último informe de horarios de noviembre de 1955 se nombró por última vez a este desvío sin incluirlo en estación Las Chapas. Además, se volvió a ver disociada a la estación Madryn del resto de las líneas. En este informe se comunicó que los servicios de pasajeros corrían los miércoles desde las 10:30 de Trelew en trenes mixtos hacia Las Plumas con arribo a las 17:43. Por otro lado, el informe de horarios volvió a mencionar a este punto. El tren arribaba al apeadero a las 15:53. Mientras que la corta distancia a Las Chapas era unida en 16 minutos y estaba separada de Laguna Grande  por 55 minutos. No obstante, según el mismo informe Km 192 era una parada opcional de los servicios ferroviarios. De este modo, el tren solo se detenía si habían cargas y pasajeros dispuestos.